# Гингсхајм
Гингсхајм (фр. Gingsheim) насеље је и општина у источној Француској у региону Алзас, у департману Доња Рајна која припада префектури Стразбур Кампањ.
По подацима из 2011. године у општини је живело 319 становника, а густина насељености је износила 85,98 становника/km². Општина се простире на површини од 3,71 km². Налази се на средњој надморској висини од 195 метара (максималној 264 m, а минималној 172 m).

## Демографија
| 1962. | 1968. | 1975. | 1982. | 1990. | 1999. | 2011. |
| ----- | ----- | ----- | ----- | ----- | ----- | ----- |
| 231   | 244   | 237   | 282   | 268   | 310   | 319   |

График промене броја становника у току последњих година